# Царик Любов Іванівна
Любов Іванівна Царик (нар. 2 жовтня 1960, с. Базар, Україна) — українська літературознавиця, педагогиня. Кандидат філологічних наук (2001), доцент (2004).

## Життєпис
Любов Царик народилася 2 жовтня 1960 року в селі Базар Чортківського району Тернопільської області, нині Україна.
Закінчила Базарську середню школу (1977), філологічний факультет Чернівецького університету. Працювала учителем української мови і літератури у середніх школах № 18 м. Чернівці та № 13 м. Тернополя.
З 1993 року — викладає у Тернопільському національному педагогічному університеті. 
Співпрацює з Тернопільським обласним комунальним інститутом післядипломної педагогічної освіти, обласним департаментом освіти: голова журі Всеукраїнської учнівської олімпіади (обласний етап) та Всеукраїнського конкурсу «Вчитель року» (Номінація «Українська мова і література»).
Член науково-методичної ради Всеукраїнського науково-педагогічного проекту «Філологічний олімп» (науковий консультант). Викладає дисципліни:
- «Історія української літератури І половини ХХ століття», «Методика навчання української та зарубіжної літератури», «Методика викладання української літератури у ВНЗ» (для магістрів).

Керує проведенням педагогічної практики на факультеті філології і журналістики.

## Наукова діяльність
Кандидатську дисертацію «Дуальність художнього світу поета та його жанрова система» (спеціальність 10.01.06 — теорія літератури) захистила у 2001 році. З жовтня 2004 року — доцент кафедри історії української літератури ТНПУ. На кафедрі теорії і методики української та світової літератури з 1 липня 2014 року.
Член спеціалізованої ради по захисту кандидатських дисертацій зі спеціальності 10.01.01 — українська література Тернопільського національного педагогічного університету імені Володимира Гнатюка. Під її керівництвом захищено дві кандидатські дисертації.
Сфера наукових інтересів
- Історія української літератури, теорія літератури, методика викладання української літератури у загальноосвітній школі та у закладах вищої освіти, виразне читання.

Основні публікації
- Екзистенційна дуальність поетової дійсності (2000, творчість В. Сосюри післяреволюційного десятиліття),
- Роль занять з методики викладання української літератури у професійному самовизначенні майбутнього вчителя-словесника (2007),
- Суб'єктивна структура лірики Володимира Сосюри: «власне автор» (2009)
- Методика викладання української літератури: практичні та лабораторні заняття (2009),
- Виразне читання. Практичні та лабораторні заняття (2012),
- Переддипломна педагогічна практика студентів філологічного факультету (2013),
- Рецепція творчості Володимира Сосюри Мікулашем Неврлим (2016),
- Національно-визвольні змагання 1917—1920 років у житті і творчості Володимира Сосюри (2016),
- Готуємо вчителя-словесника майбутнього (2017),
- «І добрій книзі більше я радію, ніж золоту в коморі» (2017).

## Відзнаки
- Подяка Міністерства освіти і науки України (2017) — за підготовку переможця VII Міжнародного мовно-літературного конкурсу учнівської та студентської молоді імені Тараса Шевченка (IV етап, підсумковий).